# Wuqing

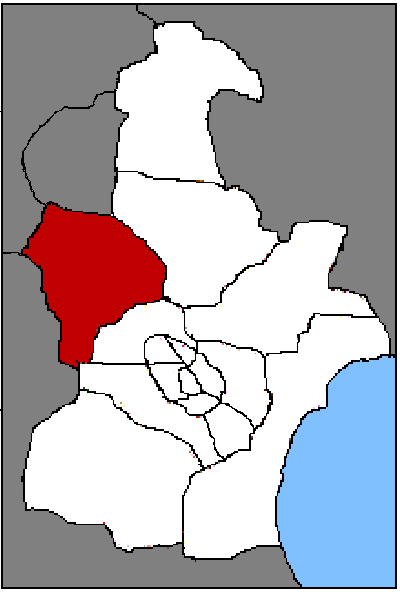
Lage des Stadtbezirks Wuqing in Tianjin

Der Stadtbezirk Wuqing (武清区,  Wǔqīng Qū) gehört zum Verwaltungsgebiet der regierungsunmittelbaren Stadt Tianjin in der Volksrepublik China. Er liegt im Nordwesten von Tianjin. Wuqing hat eine Fläche von 1.574 km² und 1.151.313 Einwohner (Stand: Zensus 2020). Ende 2017 zählte Wuqing etwa 950.400 Einwohner.

## Geschichte
Wuqing hieß ursprünglich Quanzhou (泉州,  „Quellstadt“) und war während der Qin-Dynastie (221–207 v. Chr.) einer der befestigten Orte mit einer nominalen Bevölkerung von 2500 Familien am Golf von Bohai.
Im Jahr 106 v. Chr. führte Kaiser Liu Che der Westlichen Han-Dynastie eine Verwaltungsreform durch, bei der China in 13 Regionen (州) eingeteilt wurde. Das Gebiet des alten Quanzhou wurde in zwei Kreise geteilt: der Kreis Yongnu (雍奴, „Marschland“) direkt am Meer
und der Kreis Quanzhou westlich davon. Der Sitz der Kreisregierung von Quanzhou befand sich im heutigen Straßenviertel Huangzhuang, der von Yongnu in der heutigen Großgemeinde Wangqingtuo. Bei einer weiteren Verwaltungsreform im Jahr 448, während der Nördlichen Wei-Dynastie, wurden die beiden Landkreise wieder zusammengeführt, nun unter dem gemeinsamen Namen Yongnu. Der Verwaltungssitz wurde in die heutige Großgemeinde Sicundian verlegt.
Im Jahr 742, während der Tang-Dynastie, fand eine Neubenennung von 110 Landkreisen statt, deren Namen es entweder zweimal gab oder die unter verschiedenen Namen bekannt waren. Da „Kreis Sumpfland“ nicht edel genug klang, wurde Yongnu von den örtlichen Intellektuellen oft  „Yongyang“ (雍阳, „Harmoniesonne“) genannt. Damit fiel der Kreis in die zweite Kategorie der zu ändernden Namen und erhielt die neue Bezeichnung „Wuqing“, die Kurzform von 武功廓清, also „durch militärische Erfolge Klarheit schaffen“, eine Anspielung auf die strategisch wichtige Lage des Landkreises.
Der Verwaltungssitz des Kreises Wuqing blieb zunächst in Sicundian, wurde dann aber um 1370, zu Beginn der Ming-Dynastie, in die heutige Großgemeinde Chengguan verlegt, dann im Oktober 1950, ein Jahr nach der Gründung der Volksrepublik China, in die Großgemeinde Yangcun. 1973 wurde der Wuqing der Regierungsunmittelbaren Stadt Tianjin zugeteilt. Am 13. Juni 2000 wurde schließlich per Beschluss des Staatsrats der Volksrepublik China der Kreis Wuqing aufgelöst und in den Stadtbezirk Wuqing umgewandelt.

## Administrative Gliederung
Auf Gemeindeebene setzt sich Wuqing aus 5 Straßenvierteln und 24 Großgemeinden zusammen (Stand 2019).
Diese sind:
| Straßenviertel Yangcun (杨村街道), Regierungssitz des Stadtbezirks Straßenviertel Xuguangtun (徐官屯街道) Straßenviertel Xiazhuzhuang (下朱庄街道) Straßenviertel Huangzhuang (黄庄街道) Straßenviertel Dongpuwa (东蒲洼街道) Großgemeinde Dongmaquan (东马圈镇) Großgemeinde Huanghuadian (黄花店镇) Großgemeinde Shigezhuang (石各庄镇) Großgemeinde Wangqingtuo (王庆坨镇) Großgemeinde Chagugang (汊沽港镇) Großgemeinde Chenzui (陈咀镇) Großgemeinde Meichang (梅厂镇) Großgemeinde Shangmatai (上马台镇) Großgemeinde Cuihuangkou (崔黄口镇) Großgemeinde Hebeitun (河北屯镇) | Großgemeinde Xiawuqi (下伍旗镇) Großgemeinde Daliang (大良镇) Großgemeinde Dajianchang (大碱厂镇) Großgemeinde Nancaicun (南蔡村镇) Großgemeinde Damengzhuang (大孟庄镇) Großgemeinde Sicundian (泗村店镇) Großgemeinde Hexiwu (河西务镇) Großgemeinde Chengguan (城关镇) Großgemeinde Dawang Guzhuang (大王古庄镇) Großgemeinde Douzhangzhuang (豆张庄镇) Großgemeinde Dahuangbao (大黄堡镇) Großgemeinde Caozili (曹子里镇) Großgemeinde Gaocun (高村镇) Großgemeinde Baigutun (白古屯镇) |